# Hugo von Pohl
Pour les articles homonymes, voir Pohl.
Hugo von Pohl, né le 25 août 1855 à Breslau et mort le 23 février 1916 à Berlin est un aristocrate allemand qui fut officier de marine, et amiral de la marine impériale allemande pendant la Première Guerre mondiale.

## Biographie
Hugo von Pohl devient cadet de la marine impériale le 18 avril 1872. Il prend part de manière décisive, en tant que Kapitän zur See (capitaine de vaisseau), à la bataille des forts de Taku, les 16 et 17 juin 1900 pendant la révolte des Boxers.
Il atteint le grade de Konteradmiral en 1906. De 1910 à 1912, il est chef de la première escadre de marine. Vizeadmiral en 1913. Il est chef de l'amirauté, le 1er avril 1913.
Lorsque la guerre de 1914-1918 éclate, il est ferme partisan de la guerre sous-marine. Il remplace à la tête de la Hochseeflotte (flotte de haute mer) l'amiral von Ingenohl, après la désastreuse bataille de Dogger Bank pour la marine allemande. Deux jours après sa prise de commandement, le 4 février 1915, il ordonne la guerre sous-marine illimitée contre les Alliés, ordre entré en vigueur, le 18 février suivant. Commandant en chef de la Flotte de haute mer il fait des opérations navales son pavillon étant sur le SMS Friedrich der Große ; mais il tombe malade et il est remplacé, le 23 janvier 1916, par l'amiral Scheer. Il meurt quelques semaines plus tard.

## Distinctions
- Compagnon de l'Ordre du Bain
- Croix de fer de 2e et de 1re classe
- Ordre de la Couronne (Prusse)